# Ataques con drones en Prípiat de 2025
El 14 de febrero de 2025, un dron impactó la estructura de Nuevo Confinamiento Seguro en la Central Nuclear de Chernóbil, en las afueras de la ciudad fantasma de Prípiat en Ucrania. El ataque causó daños significativos al refugio protector, pero no provocó un aumento de los niveles de radiación en el área circundante. El presidente ucraniano, Volodímir Zelenski, dijo que un dron de combate ruso que portaba una "ojiva de alto poder explosivo" había impactado la estructura. Rusia negó las acusaciones, sugiriendo en cambio que los funcionarios ucranianos hicieron la afirmación para interrumpir las negociaciones de paz que se llevan a cabo con los Estados Unidos de Donald Trump.

## Fondo
El ataque se produjo inmediatamente antes de la Conferencia de Seguridad de Múnich, en Alemania , donde el vicepresidente de los Estados Unidos, J. D. Vance, tenía previsto reunirse con el presidente ucraniano, Volodímir Zelenski. El día anterior al ataque, el presidente de los Estados Unidos, Donald Trump, anunció la posibilidad de entablar negociaciones de paz tras lo que describió como una conversación "muy productiva" con el presidente ruso, Vladímir Putin.

## Desarrollo
En la madrugada del 14 de febrero de 2025, aproximadamente a la 1:50 am hora local, el personal del Organismo Internacional de Energía Atómica (OIEA) estacionado en el sitio de Chernóbil informó haber escuchado una explosión en la nueva instalación de confinamiento seguro. La instalación fue construida para evitar la liberación de la radiactividad restante del sitio del desastre de Chernóbil.
La evidencia visual del ataque, compartida por Zelenski en la plataforma de redes sociales X, muestra un intenso destello de luz que emana del techo de la instalación sobre el reactor 4, seguido de una importante columna de humo que se eleva hacia el cielo. Los servicios de emergencia ucranianos respondieron rápidamente para extinguir el incendio resultante.

## Secuelas
Tras el ataque, las autoridades ucranianas evaluaron de inmediato los daños estructurales y los posibles riesgos de radiación. El Servicio Estatal de Emergencias de Ucrania confirmó que los niveles de radiación se mantuvieron dentro de los parámetros normales, aunque las evaluaciones iniciales indicaron daños sustanciales en el refugio protector. Zelenski compartió posteriormente pruebas fotográficas que supuestamente mostraban el interior del sarcófago dañado.
Al día siguiente, los expertos del OIEA realizaron un recorrido por la estructura de contención y observaron que, al parecer, el fuego había sido alimentado por material inflamable presente en el revestimiento del techo. Observaron que una gran zona había sido afectada y confirmaron que tanto el revestimiento exterior como el interior habían sufrido una rotura, lo que provocó un agujero de unos seis metros de diámetro. Las vigas de apoyo estructural no parecían haber sufrido daños importantes. El OIEA no ha atribuido la culpa a ninguna de las partes en el conflicto.

## Reacciones
Zelenski describió el ataque y los continuos ataques con drones contra la infraestructura ucraniana como evidencia de que el liderazgo ruso no estaba genuinamente interesado en soluciones diplomáticas, sugiriendo en cambio que tales acciones demostraban una intención de "seguir engañando al mundo". Instó a la comunidad internacional a instituir "presión sobre el agresor", insistiendo en que "Rusia debe rendir cuentas por sus acciones".
El gobierno ruso negó las acusaciones de haber atacado la planta de energía, y el portavoz del Kremlin, Dmitri Peskov, afirmó que "nuestros militares no hacen eso" y sugirió que los funcionarios ucranianos hicieron la afirmación para interrumpir las negociaciones de paz. El diplomático ruso de alto rango Rodion Miroshnik acusó de manera similar a Kiev de reaccionar "histéricamente" al inicio del diálogo entre Putin y Trump al lanzar ataques con drones a gran escala contra regiones rusas.